# Ровное (Рязанская область)
Ровное — деревня в Рязанском районе Рязанской области. Входит в Семёновское сельское поселение.

## География
Находится в центральной части Рязанской области на расстоянии приблизительно 12 км на юг по прямой от вокзала станции Рязань II.

## История
На карте 1840 года деревня уже была отмечена. На карте 1850 года показана как поселение с 12 дворами. В 1859 году здесь (тогда деревня Рязанского уезда Рязанской губернии) было учтено 15 дворов, в 1897 — 21.

## Население
Численность населения: 124 человека (1859 год), 228 (1897), 554 в 2002 году (русские 96 %), 538 в 2010.